# Seiodes
Famille
Genre
Seiodes est un genre d'acariens mesostigmates, le seul de la famille des Seiodidae.

## Liste des espèces
- Seiodes histricinus (Berlese, 1892)
- Seiodes ursinus (Berlese, 1887)

## Publication originale
- Kethley, 1977 : A review of the higher categories of Trigynaspida (Acari: Parasitiformes). International Journal of Acarology, vol. 3, n. 2, p. 129-149.